# Józef Stein
Józef Stein vel Sztejn (ur. 26 marca 1904 w Warszawie, zm. maj 1943 w Treblince) – polski anatomopatolog i filolog, dyrektor Żydowskiego Szpitala Zakaźnego „Czyste” w getcie warszawskim.

## Życiorys
Urodził się 26 marca 1904 w Warszawie, w rodzinie Ludwika i Marii Balbiny z Gricendlerów. Ukończył Gimnazjum im. J. Zamoyskiego w Warszawie (1921), Wydział Lekarski (1927) i Sekcję Biologiczną Wydziału Matematyczno-Przyrodniczego (1932) Uniwersytetu Warszawskiego oraz Szkołę Podchorążych Sanitarnych (1930). Od 1932 był laborantem pracowni anatomo-patologicznej szpitala św. Ducha w Warszawie. Przed wojną prowadził badania nad rakiem i wygłaszał radiowe pogadanki popularyzujące naukę. Był jednym z autorów szopki Szkoły Podchorążych Sanitarnych Rezerwy. Członek m.in. Warszawskiego Towarzystwa Lekarskiego, Towarzystwa Anatomo-Zoologicznego, Polskiego Towarzystwa Biologicznego. W 1937 został odznaczony przez Warszawskie Towarzystwo Lekarskie za pracę naukową.
Przełożył z niemieckiego Erotyzm w małżeństwie i jego zasadnicze znaczenie Theodora van de Velde. We wstępie tłumacza napisał, że: aby się dokładnie zaznajomić z zawartym w niej materiałem – nie wystarczy książki tej przejrzeć lub pobieżnie przeczytać – wymaga ona natomiast poważnego wniknięcia w poruszane w niej zagadnienia. Był jednym z autorów badań nad głodem w getcie warszawskim.
W czasie okupacji był dyrektorem Żydowskiego Szpitala Zakaźnego „Czyste” w getcie.

## Życie prywatne
Od 12 lutego 1931 był mężem Anny Webler.